# Felső-Kemeneshát
A Felső-Kemeneshát a Rába folyó jobb partjának kavicstakaróján, a Kemenesháton található, a Kám és Hosszúpereszteg vonaltól nyugatra, délnyugatra elhelyezkedő kistáj.
E vonaltól észak, északkeletre található kistájat Alsó-Kemeneshátnak nevezzük.
Délen Zala megye, nyugaton a Nádasd – Zalalövő vonal a Vasi-Hegyhát (Őrség) határolja.
A földrajztudományon kívül Felső-Kemeneshátra használatos a Hegyhát (esetleg Vasi-Hegyhát) elnevezés is. A Hegyhát és a (Felső-)Kemeneshát fogalmát más és más módon határozza meg a néprajzi és a helytörténeti irodalom, az élő gyakorlat pedig valószínűleg ma ezek egyikével sem esik egybe pontosan.

## Jellemzői
A Felső-Kemeneshát területe 678 km², lakossága 2001-ben 23 711 fő volt.
A kistáj térségben bővelkedik természeti, történelmi és kulturális látnivalókban:
- szabályozatlan, vad Rába
- Döröskei-tó
- Gersekaráti-tó
- Európa legnagyobb rododendron (havasszépe) gyűjteménye a Jeli Arborétumban (Kám)
- az ország egyik legrégebbi Domokos rendi temploma és kolostora Vasváron
- a híres búcsújáró hely, a Szentkút Vasváron
- Katonák Útja Vasváron
- oszkói pincesor
- Mindszenty József bíboros szülői háza Csehimindszenten
- Nagy Gáspár költő szülőháza Bérbaltaváron, és sírja Nagytilajban
- Szajki-tavak

## Közigazgatás
Közigazgatási szempontból Vas és Zala vármegyék határán fekszik. Legnagyobb és egyetlen városi jogállású települése, a Felső-Kemeneshát gazdasági, kulturális, és történelmi központja Vasvár, de a kistáj peremének közelségében találhatóak Zalaegerszeg, Körmend, Zalalövő és Őriszentpéter városai is. A Felső-Kemeneshát területén fekvő 51 község a Vasvári, a Zalaegerszegi és a Körmendi járáshoz tartozik. Csupán két település népességszáma haladja meg az 1000 főt (Nádasd, Egervár), további 8 község 500 főnél népesebb (Alsóújlak, Gersekarát, Győrvár, Ivánc, Lakhegy, Oszkó, Telekes, Vasboldogasszony), a többség a 200–500 lakosú aprófalvak (Andrásfa, Bérbaltavár, Csehi, Csehimindszent, Csipkerek, Felsőmarác, Gősfa, Hagyárosbörönd, Hegyhátszentjakab, Katafa, Kispáli, Mikosszéplak, Nagykutas, Nagypáli, Olaszfa, Ozmánbük, Őrimagyarósd, Pácsony, Petőmihályfa, Szarvaskend, Szőce, Vaspör, Viszák, Zalaboldogfa, Zalaháshágy, Zalaszentlőrinc), illetve az ezeknél is kisebb törpefalvak sorába tartozik (Daraboshegy, Döbörhegy, Döröske, Halastó, Hegyháthodász, Hegyhátsál, Hegyhátszentmárton, Hegyhátszentpéter, Ispánk, Kiskutas, Kisrákos, Nagymizdó, Nagytilaj, Sárfimizdó, Szaknyér).